# 石崖寨站
石崖寨站是位于云南省个旧市鸡街镇的一个铁路车站，邮政编码661412。车站建于1928年，有蒙宝铁路经过该站，现仅办理货运，不办理客运业务，车站及其上下行区间均未电气化。车站距离蒙自站40公里，隶属昆明铁路局，是四等站。